# Son Jong-hyun
Son Jong-hyun (* 30. November 1991 in Hoein) ist ein ehemaliger südkoreanischer Fußballspieler auf der Position eines Mittelfeldspielers.

## Karriere
Son Jong-hyun wurde am 30. November 1991 als Sohn von Son Yong-gil und Ha Yeong-hee in der Landgemeinde Hoein im Landkreis Boeun in der zentralsüdkoreanischen Provinz Chungcheongbuk-do geboren. Die Liebe zum Fußball entdeckte er bei der Fußball-Weltmeisterschaft 2002 im eigenen Land. Der aus einer gebildeten Akademikerfamilie stammende Son begann daraufhin als Zehnjähriger mit dem Fußballspielen, wurde aber zu dieser Zeit nicht von seinen Eltern unterstützt, die sich gegen eine fußballerische Laufbahn aussprachen. Ohne dem Wissen der Eltern wechselte er daraufhin an eine Schule, an der Fußball am Lehrplan stand. Erst nachdem der Schulwechsel vollzogen war, erzählte er seinen Eltern davon. In dem Glauben, dass ihr Sohn nur kurzzeitig Fußball spielen und sich danach wieder seinem Studium widmen würde, willigten die Eltern ein. In noch jungen Jahren wurde Son in die südkoreanischen U-12- und U-13-Auswahlen einberufen.
Nach dem Besuch der Oberschule reiste Son im Jahre 2012 in die Vereinigten Staaten und sprach zu dieser Zeit noch kein Englisch. Über seine in Austin, Texas, lebende Schwester, deren Mann für Samsung arbeitet, wurde er auf seine Chancen im US-amerikanischen Fußball aufmerksam gemacht. In den Vereinigten Staaten immatrikulierter er an der University of Illinois at Chicago und brachte sich die Englische Sprache unter anderem durch das Ansehen englischsprachiger Fernsehserien bei. Noch im Jahre 2012 wurde er vom eben erst gegründeten Fußball-Franchise Orlando City zum Probetraining eingeladen. Aufgrund von Missverständnissen zwischen dem Klub und Son, die bei den Verhandlungen Dolmetscher zu Seite hatten, soll es zu keiner Vertragsunterzeichnung gekommen sein, woraufhin Son in weiterer Folge zum nur kurzlebigen Franchise Chicago Inferno in die USL Premier Development League wechselte. Dort absolvierte er im Spieljahr 2012 zwölf Ligapartien und im darauffolgenden Jahr acht Meisterschaftsspiele; zum Torerfolg kam er dabei nicht.
Für das Studienjahr 2014/15 schrieb er sich am Holy Cross College in Notre Dame im US-Bundesstaat Indiana ein und wurde hier auch in der Herrenfußballmannschaft der HC Saints, der Universitätssportabteilung, aufgenommen. Unter Trainer Omar Gallo agierte Son anfangs in einer offensiveren Rolle und kam in seinem Junior-Jahr in allen 20 Meisterschaftsspielen zum Einsatz, wobei er fünf Treffer erzielte. Mit der Mannschaft zog er ins Halbfinale der Fußballmeisterschaft der Chicagoland Collegiate Athletic Conference (CCAC) ein. In seinem Senior-Jahr wurde er vorwiegend im defensiven Mittelfeld und in der Verteidigung eingesetzt und zog mit der Mannschaft abermals ins Halbfinale der Fußballmeisterschaft der CCAC ein. Son, der es in diesem Jahr auch auf einen Treffer und zwei Assists gebracht hatte, wurde am Ende des Spieljahres unter anderem ins All-CCAC-First-Team gewählt und schaffte es 2015 auch ins NAIA-Men’s-All-Mideast-Region-First-Team.
Im Februar 2016 gab das United-Soccer-League-Franchise Louisville City FC die Verpflichtung des Südkoreaners bekannt. Sein Profidebüt gab Son im ersten Saisonspiel 2016 bei einem 1:0-Auswärtssieg über Charlotte Independent am 26. März, als er über die vollen 90 Minuten durchspielte. Unter Trainer James O’Connor, der bei Orlando City spielte, als Son dort sein Probetraining absolvierte, kam er daraufhin auch noch in den beiden nachfolgenden Meisterschaftsrunden zum Einsatz. Bei der 0:2-Heimniederlage gegen die New York Red Bulls II am 2. April war Son abermals die gesamten 90 Minuten auf dem Spielfeld; beim 4:1-Heimerfolg über Orlando City II kam der Südkoreaner nur mehr in der ersten Hälfte zum Einsatz und wurde danach durch Ben Newnam ersetzt. Nachdem er in weiterer Folge nicht mehr zum Einsatz gekommen war, gab Trainer James O’Connor am 11. August 2016 bekannt, dass Son das Franchise verlassen hat. Als Grund nannte er den geplanten Abschluss seines Studiums am Holy Cross College und die danach geplante Ableistung des zweijährigen Wehrdienstes in seinem Heimatland. Nach dem Torhüter Scott Goodwin, der knapp zweieinhalb Monate zuvor seine Karriereende als Fußballspieler bekanntgab, da er an der Harvard Medical School aufgenommen worden war, ist Son der zweite Spieler in der noch verhältnismäßig jungen USL-Franchises, der seine Sportlaufbahn aufgrund eines Studiums abbrach.